# Ragacsosrizs-habarcs

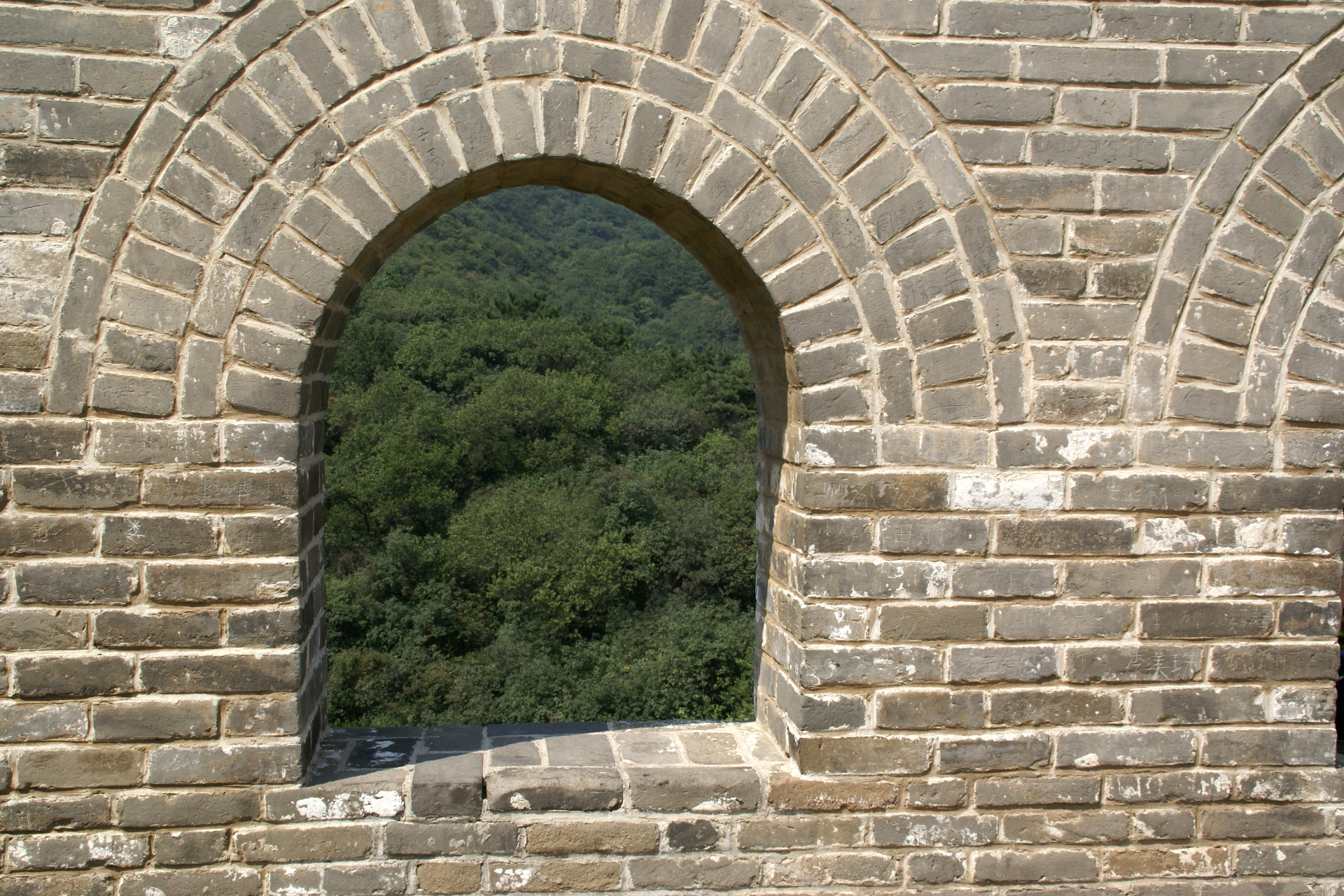
A kínai nagy falat alkotó téglákat ragacsosrizs-habarcs fogja össze

A ragacsosrizs-habarcs (egyszerűsített kínai: 糯米砂漿, pinjin: nuòmǐ shājiāng, magyaros: nuomi sacsiang) építkezéseknél használt habarcs, melyet az ősi Kínában használtak városfalak, épületek és a kínai nagy fal építéséhez. A vízben kötő habarcs nem volt számukra elérhető, feltehetően a vulkáni hamu hiánya miatt. Ragacsos rizs levét keverték össze oltott mésszel, mely erősebb és ellenállóbb a vízzel szemben, mint a mészhabarcs. Ez a habarcsfajta nagyban hozzájárult az ókori kínai épületek, sírok, pagodák, városfalak és a kínai nagy fal tartósságához is.
A ragacsosrizs-habarcs magas ragasztószilárdságú, szilárd, vízálló és megakadályozta a gyomnövények megtelepedését is. A Ming-dinasztia (1368–1644) idejében sokat javult a téglakészítés minősége és mennyiségileg is többet tudtak előállítani. Ettől kezdve a kínai nagy fal szakaszait téglából építették, ragacsosrizs-habarccsal, mely ellenállt a földrengéseknek is, de még a modern bulldózereknek is. Kémiai vizsgálatok amilopektin jelenlétét mutatta ki a habarcsban, ami egy vízoldhatatlan keményítő és megtalálható a rizsben. Ez az anyag felelős a ragacsosrizs-habarcs szilárdságáért és tartósságáért.

## Fordítás
Ez a szócikk részben vagy egészben  a   Sticky rice mortar című angol Wikipédia-szócikk fordításán alapul.  Az eredeti cikk szerkesztőit annak laptörténete sorolja fel. Ez a jelzés csupán a megfogalmazás eredetét és a szerzői jogokat jelzi, nem szolgál a cikkben szereplő információk forrásmegjelöléseként.